# 小さなライブハウスのステージの上から
『小さなライブハウスのステージの上から』（ちいさなライブハウスのステージのうえから）は、nothingmanの4枚目のミニアルバム。2013年7月17日にONE BY ONE RECORDSから発売。
約1年半ぶりのミニアルバムである。価格は、より多くの人の手に渡って欲しいという理由から破格の1050円にされた。
全11曲中9曲が既発売曲だが、全曲リテイク、またはリマスタリングが施されている。
タワーレコードとHMV限定でステッカーが付属している。

## 収録曲
（全曲作詞: 宮下浩 / 作曲: nothingman）
1. 小さなライブハウスのステージの上から
  - 新曲。
2. あと少し
  - 「盤面の無い音楽達」から
  - このアルバムの発売後に弾き語りコードが公開された[4]。
3. -fanfare-
  - 新曲。
4. beautiful world
  - 「ライト マイ ライフ」から
5. 通り雨
  - 「song rider」から
6. one
  - 「会いにいく」から
7. higher
  - 「盤面の無い音楽達」から
8. 会いにいく
  - 「会いにいく」から
9. endroll
  - ライブ「2011年7月23日のあなたへ」での限定シングル「endroll」から
10. ハッピーエンド
  - 「会いにいく」から
11. sands of time
  - 「会いにいく」から